# Olympique de Marseille
Az Olympique Marseille egy 1899-ben alapított francia labdarúgócsapat, székhelye Marseille-ben található. Rövidítése: OM. 1996 óta folytonosan a francia élvonalban szerepel, melynek kilencszeres bajnoka. Tízszer hódította el a francia kupát, illetve az OM nyerte a Bajnokok Ligája első kiírását 1993-ban.
A BL-trófea elnyerését követően bundabotrányba keveredett, amiért a szövetség a másodosztályba száműzte, illetve az 1993-as francia bajnoki címet is megvonta.

## Történelem

### Kezdetek
A klub közvetlen elődjét 1892-ben alapította egy francia sporttisztviselő, René Dufaure de Montmirail, amely az azt követő néhány évben különböző neveken volt ismert (Sporting Club, US Phocéenne), hivatalos formában csak 1899-ben nyerte el mai nevét (illetve ezt az évszámot tekintik a klub hivatalos alapítási évszámának is). A klub legfontosabb sportága a rögbi volt, így ehhez kapcsolódik a mottó is: „Droit au but” azaz „Előre a gólért” (más fordítás szerint: „Előre a célért”).
A labdarúgócsapat 1902-ben játszotta első mérkőzését, majd 1904-ben megnyerte első kupáját is, mely a Championnat du Littoral elnevezést viselte. 1904-től kezdődően hazai mérkőzéseit a Stade de l'Huveaune-ban játszotta.

### Első sikerek
A labdarúgócsapat kezdeti sikereit Marino Dallaporta elnöksége alatt, az 1920-as években jegyezte: 1924-ben, 1926-ban és 1927-ben elhódította a Coupe de France-t, majd 1929-ben megnyerte a Championnat de France Amateurs-t, amely a mai első osztály (Ligue 1) előfutára volt. Az 1924-es siker azért is volt kiemelkedő, mert a döntőben a francia labdarúgás akkori vezető csapatát, az FC Sète-et győzte le 3–2-es arányban.
Az 1920-as években már számos francia válogatott játékos játszott a csapatban: Jules Dewaquez, Jean Boyer, vagy éppen Joseph Alcazar.
Az 1930-as Coupe de France elődöntőjében a későbbi kupagyőztes FC Sète ellenében búcsúzott. A visszavágásra szűk egy éven belül sor került, és a sikeres döntőt követően a csapat Délkelet-Franciaország bajnokává vált.
Annak ellenére, hogy az 1931–32-es szezon rosszul sikerült, az OM az 1932. január 13-án alakult Profi Francia Labdarúgócsapatok Szövetségének, illetve a jelenleg is működő Division 1-nek (ma: Ligue 1) tagja lett.

### A profizmus kezdete
Az első bajnoki idényben (1932–1933)* a Marseille a második lett az Olympique Lillois (mai Lille OSC) mögött, érdekesség, hogy a nyitómérkőzésen a Marseille 7-0-ra verte az Lille csapatát, de a végén mégis az északiak örülhettek, hiszen a bajnokságot ők nyerték *(ez az idény még két csoportra volt osztva, a Marseille az A csoportban szerepelt). 1935-ben egy fiatal olasz csatár Maro Zatelli érkezik a csapathoz. 1936-ban Laurent Di Lorto francia válogatott kapus távozott a Marseille-től a Sochaux-hoz, ahol remekül védett, hiányát egy brazil kapus, Vasconcellos feledtette, ugyanis 1937-ben először sikerült elhódítania a Marseille-nek a Division 1 kupáját, köszönhetően a gólkülönbségének (1. Marseille +30, 2. FC Sochaux-Montbéliard +17). Az 1930-as években a Coupe de France-ban is jól szerepelt a Marseille, ugyanis 1935-ben és 1938-ban is sikerült elhódítani a trófeát, a duplázást, vagyis az 1934-es kupagyőzelmet az FC Sète akadályozta meg.
1937. június 13-án felépült az akkor még csak 35 ezer férőhelyes Stade Vélodrome, a stadiont egy Torino elleni 2-1-es győzelemmel záruló barátságos mérkőzéssel avatják fel. 1938-ban a marokkói Larbi Ben Barek a "fekete gyöngyszem" igazolt a csapathoz, de részben a második világháború miatt, csak egy évet maradt a csapatnál.

### A háborúval tűzdelt 40-es évek
A második világháború ellenére továbbra is folytatódtak a küzdelmek a francia bajnokságban. A Marseille a háború idejére visszatér a Stade de l'Huveaune-ba. 1939–1940-es szezonban a Marseille a második helyen végez a délkeleti* csoportban *(1939–1945-ig a francia bajnokság különböző csoportokra volt osztva, kivéve az 1944-es szezon, ahol 16 regionális szövetségi csapat vett részt a küzdelmekben), a Coupe de France-ban pedig a második helyet sikerült megszerezniük, miután a döntőben 2-1-re kaptak ki a Racing Club de Paris-tól. Az 1940–1941-es bajnoki címet ők nyerik a "szabad"* csoportban, de ez a klub történelmében nem jelenik meg *(1940–1941-es szezonban két csoport volt a francia bajnokságban, a "szabad" és az "elfoglalt" csoport).
Az 1942–1943-as szezon a rekordok éve volt. 100 gól 30 mérkőzésen, köztük egy olyan mérkőzés melyen a Marseille 20 gólt szerzett az Avignon csapata ellen (20-2). Érdekesség, hogy ezen a mérkőzésen Aznar 9 gólt szerzett. Ebben az idényben Aznar 45 gólt szerzett 30 mérkőzésen plusz 11-et a kupában 8 mérkőzésen. Összesen rekordot jelentő 56 gól 38 mérkőzésen. Ebben az idényben a 6. Coupe de France győzelme is megszületett a csapatnak, miután a döntőben a második mérkőzésen 4-0-ra verte a Bordeaux csapatát, nagyban köszönhetően a fiatal tehetségeknek (Scotti, Robin, Dard, Pironti), közülük Dard és Pironti is gólt szerzett (a döntő első mérkőzése 2-2-re végződött).
1948-ban a Marseille 11 év után ismét bajnok lett 1 ponttal megelőzve a Lille OSC-t, köszönhetően a Sochaux elleni döntetlennek illetve a CO Roubaix-Tourcoing elleni 6-0-s győzelemnek és az FC Metz elleni 6-3-as győzelemnek.

### Bemutatkozás a másodosztályban
1952-ben a Marseille-t a kieséstől csak Gunnar Andersson mentette meg, ugyanis abban az évben 31 gólt lőtt amellyel a francia bajnokság gólkirálya lett. Fontos volt még a Valenciennes elleni (összesítésben) 5-3-as győzelem is (első meccsen nyert a Valenciennes 3-1-re, de a második meccsen a Marseille 4-0-ra). Ebben az évben történt még a AS Saint-Étienne elleni hazai pályán lejátszott 10-3-ra megnyert mérkőzés is. 1953-ban szintén Gunnar Andersson lett a gólkirály, de ezúttal már 35 góllal. A Marseille a Coupe de France-ban ezúttal a második lett, a döntőben az OGC Nice verte meg őket 2-1-re. 1953-ban egy új kupasorozatot indítanak melynek a neve Coupe Charles Drago. Ezt a kupasorozatot 1957-ben a Marseille nyeri, a döntőben 3-1-re verve az RC Lens csapatát. Először 1959-ben esik ki a Marseille a Division 1-ből, és kisebb megszakítással 1965-ig ott is marad, ugyanis az 1962/1963-as szezont a Division 1-ben tölti, de mivel a 20. helyen végez, ezért rögtön ki is esik onnan. 1965-ben Marcel Leclerc lett a csapat új tulajdonosa.

### A Marcel Leclerc éra
Az 1970-es évek elején Leclerc elnöksége alatt (1965–1972), a Marseille uralta a francia labdarúgást, köszönhetően annak, hogy az 1965-ben a klubhoz került Leclerc elsődleges célja volt a Division 1-be való feljutás. Ami 1965-be sikerült is. Érdekesség, hogy 1965 április 23-án megdőlt egy negatív rekord, ami a mai napig tartja magát, hiszen ezen a napon csupán 434-en voltak egy OM-US Forbach mérkőzésen a Vélodrome-ban. 1964-ben Mario Zatelli az egykori Marseille játékos lett a csapat edzője. Leclerc irányítása alatt annyira jól ment a csapatnak, hogy 1969-ben a Coupe de France-ot is sikerült elhódítaniuk. A döntőben a Bordeaux csapatát verték 2-0-ra.
1971-ben 23 év után a bajnoki cím elhódítása is sikerült a Marseille-nek, a végelszámolásban 4 ponttal megelőzve az AS Saint-Étienne csapatát. Josip Skoblar ebben az idényben 44 gólt lőtt mellyel a francia bajnokság gólkirálya lett, és zseniális csatárpárost alakított Roger Magnussonnal. 1971-ben az AS Saint-Étienne-től érkezett Georges Carnus és Bernard Bosquier, akik nagy szerepet játszottak abban, hogy 1972-ben, nemcsak a Coupe de France-ot, hanem bajnokságot is sikerül elhódítania a csapatnak, ezzel sorozatban volt kétszeres francia bajnok és kupa győztes. A Marseille az 1971–1972-es és 1972–1973-as szezonban is játszott a BEK-ben.
1971-ben a nyolcaddöntőben az Ajax csapata ütötte ki őket, 6-2-es összesítéssel (első mérkőzés 2-1, második mérkőzés 4-1). 1972-ben pedig az első körben a Juventus 3-1-es összesítéssel (első mérkőzés 0-1, második mérkőzés 3-0). Marcel Leclerc kénytelen volt 1972 július 19-én elhagyni a klubot, ugyanis sikkasztással vádolták.

### Azok a borongós 70-es évek
Az 1973–1974-es szezon nagyon nehéz volt a Marseille-nek. Amellett, hogy Magnusson a Red Star kedvéért elhagyta a klubot, a klub a 12. lett a bajnokságban, a Köln súlyos vereséget mért a Marseille-re az UEFA kupában, ráadásul a Vélodrome-ban kapott ki a csapat 0-6-ra (összesítésben 2-6, első mérkőzés 2-0, második mérkőzés 0-6). A következő idény valamivel jobban sikerült a Marseille-nek, hiszen a bajnokságban a második helyezést sikerült megszerezniük, köszönhetően két brazilnak: Paulo Cesar Lima és Jair Ventura Filho (Jairzinho). Majd a következő idényben (1975–1976) a Coupe de France elhódítása is sikerült a csapatnak, méghozzá az Olympique Lyon csapatát legyőzve (2-0).
Az elkövetkezendő szezonokban a 12., 4., és 12. lett a bajnokságban a Marseille, 1979-ben, pedig Jules Zvunka lett a Marseille edzője.
Az 1979–1980-as szezon szörnyen sikerült a Marseille-nek, miután csak a 19. helyet sikerült megszerezniük, és kiestek a másodosztályba. 1980–1981-es szezon a klub mélypontja. 1981 áprilisában a klub a csőd szélén állt, rengeteg játékost és személyzeti tagot bocsátottak el, de ennek hatására rengeteg tehetséges fiatal került be az első csapatba. Ezeknek a fiataloknak a többsége korábban részt vett az 1979-es Gambardella kupa elnyerésében (a Gambardella kupa egy olyan kupa, amelyért a klubok U-18-as csapatai küzdenek). Közülük néhányan: José Anigo, Éric Di Meco, Jean-Charles De Bono. Az idény végén a Marseille a hatodik lett a másodosztályban.
Az elkövetkezendő két szezonban egy harmadik és egy negyedik helyezést sikerült begyűjtenie a csapatnak a (Division 2-ben). 1983-ban Jean Carrieu-nek (a klub akkori elnökének), egy nagyon erős csapatot sikerült összehoznia, olyan játékosok alkották a klub gerincét, mint Žarko Olarević, Saar Boubacar, és François Bracci (Bracci a Bordeaux csapatától érkezett 1983-ban). A csapat képességét mutatja, hogy 1984-ben a Marseille megnyerte a másodosztályt. Az 1984–1985-ös idényt már a Ligue 1-ben töltötte a klub, és bár ha nehézségek árán is (17. lett a csapat, mindössze két ponttal elkerülve a kiesőzónát), de sikerült bent maradniuk az első osztályban. Egy évre rá, már a Coupe de France fináléjába is eljutottak, de ott a hosszabbításban a Bordeaux csapata megverte őket 2-1-re.

### Tapie éra, és az 1993-as BL győzelem
Gaston Deferre, Marseille akkori polgármesterének a javaslatára, 1986-ban a klub elnöke Bernard Tapie lett, aki komoly szándékokkal érkezett Marseille-be. Elnöksége idején, rengeteg változtatáson ment keresztül a csapat. 1986-ban leigazolta Karl-Heinz Förster-t, aki német színekbe két világbajnokságon is részt vett, és Alain Giresse-t a Bordeaux-tól. A csapat évről évre fejlődött és alakult át. Tapie irányítása alatt olyan játékosok játszottak, és nevelkedtek a klubnál, mint Jean-Pierre Papin, Chris Waddle, Klaus Allofs, Enzo Francescoli, Abedi Pelé, Didier Deschamps, Basile Boli, Marcel Desailly, Rudi Völler, Éric Cantona, és olyan edzőket sikerült a csapathoz csábítania mint, Franz Beckenbauer, Gérard Gili, és Raymond Goethals.
Ennek hatására az eredmények is jöttek. 1987-ben a Bordeaux mögött a második lett a csapat, bár 1988-ban csak a hatodikok lettek, de utána sorozatban négyszer lettek bajnokok (1989–1992). Ráadásul 1989-ben a Coupe de France-ot is megnyerte a csapat, a döntőben 4-3-ra verve a Monaco-t, ezen a mérkőzésen Jean-Pierre Papin mesterhármast szerzett. Azonban 1991-ben a Monaco visszavágott, hiszen ezúttal a döntőben ők diadalmaskodtak 1-0-ra.
1988-ban a klub a KEK-ben az elődöntőig jutott, de ott a Dennis Bergkamp vezette Ajax ejtette ki őket 2-4-re (első mérkőzés 0-3, második mérkőzés 2-1). 1990-ben, ezúttal már a BEK-ben, szintén az elődöntőben a Benfica ejtette ki a csapatot összesítésben 2-2-re (idegenben lőtt gólok miatt). Az első mérkőzés Marseille-ben 2-1-re végződött, Lisszabonban, pedig 0-0-nál Vata kézzel szerzett gólját megadta a bíró, ezzel kiejtve a Marseille-t. 1991-ben a BEK-ben a döntőig menetelt a Marseille, ahol a Crvena Zvezda-val találkozott. A rendes játékidő és a hosszabbítás is 0-0-ra végződött, de tizenegyesekkel mégis alulmaradt a Marseille (5-3).
A következő idény a csapat történelmének legdicsőségesebb éve, hiszen 1993. május 26-án, a müncheni Olympiastadionban, a BL döntőjében, 1-0-ra verte az AC Milan csapatát Boli fejesével (44'). Azelőtt francia csapat soha nem nyert BEK-et, sem egyéb európai kupasorozatot.
A Tapie éra 1993-ban hirtelen megszakadt, miután kirobbant egy megvesztegetési ügy.

### A hírhedt Valenciennes-OM mérkőzés
A megvesztegetési kísérletre 1993. május 22-én a Valenciennes védője Jacques Glassmann mutatott rá, aki először edzőjének Boro Primorac-nak elmondta, hogy a Marseille védője (egykori csapattársa) a mérkőzés előtt felkereste telefonon, és kérte (bizonyos pénzösszeg fejében) Glassmannt és két csapattársát Jorge Burruchagat és Christophe Robert-t, hogy hagyják nyerni a Marseille-t, főleg azért, hogy a Milan elleni BL-döntőre sérülés nélkül utazhasson a csapat.
Az ügyet követő egész nyár erről az esetről szólt, és végül a szövetség úgy döntött, hogy az 1993-as bajnoki címet elveszik tőlük. Az UEFA is bírságot rótt rájuk, hiszen nem indulhattak a '93-'94-es nemzetközi kupasorozatban, és nem játszhatták le az Európai Szuperkupa döntőjüket. A Nemzetközi Labdarúgó-szövetség pedig a Világkupából zárta ki a Marseille-t, de a legfontosabb, hogy a Bajnokok Ligája címüket nem vette el az UEFA.
Az 1993–1994-es szezont a második helyen zárta a Marseille. Ebben a csapatban olyan játékosok is feltűntek, mint Sonny Anderson. Azonban a francia szövetség visszamenőleg kizárta őket az első osztályból, és a '94-'95-ös szezont a másodosztályban kezdte a csapat (de a '94-es második helyüket nem vették el).
1994–1995-ben a Marseille (az előző évi második helye miatt) részt vehetett az UEFA kupában, ahol a 64 között könnyedén (5-1-es összesítéssel) ütötte ki a görög Olympiakos csapatát. Azonban a 32 között az FC Sion jobbnak bizonyult idegenbeli góljainak köszönhetően.
Az idény végén a Marseille megnyerte a Ligue 2-t, köszönhetően olyan játékosoknak, mint
De Wolf, Cascarino és Ferreri, de 250 ezer frankos tartozása és a csőd közelsége miatt kénytelen volt a másodosztályban maradni. A következő másodosztályos szezon már nehezebb volt. Ám még így is sikerült megszerezni a második helyet, amivel sikerült feljutnia a csapatnak. Így az 1996–1997-es szezont már az első osztályban tölthette a csapat, és rögtön a 11. helyet sikerült megkaparintaniuk.

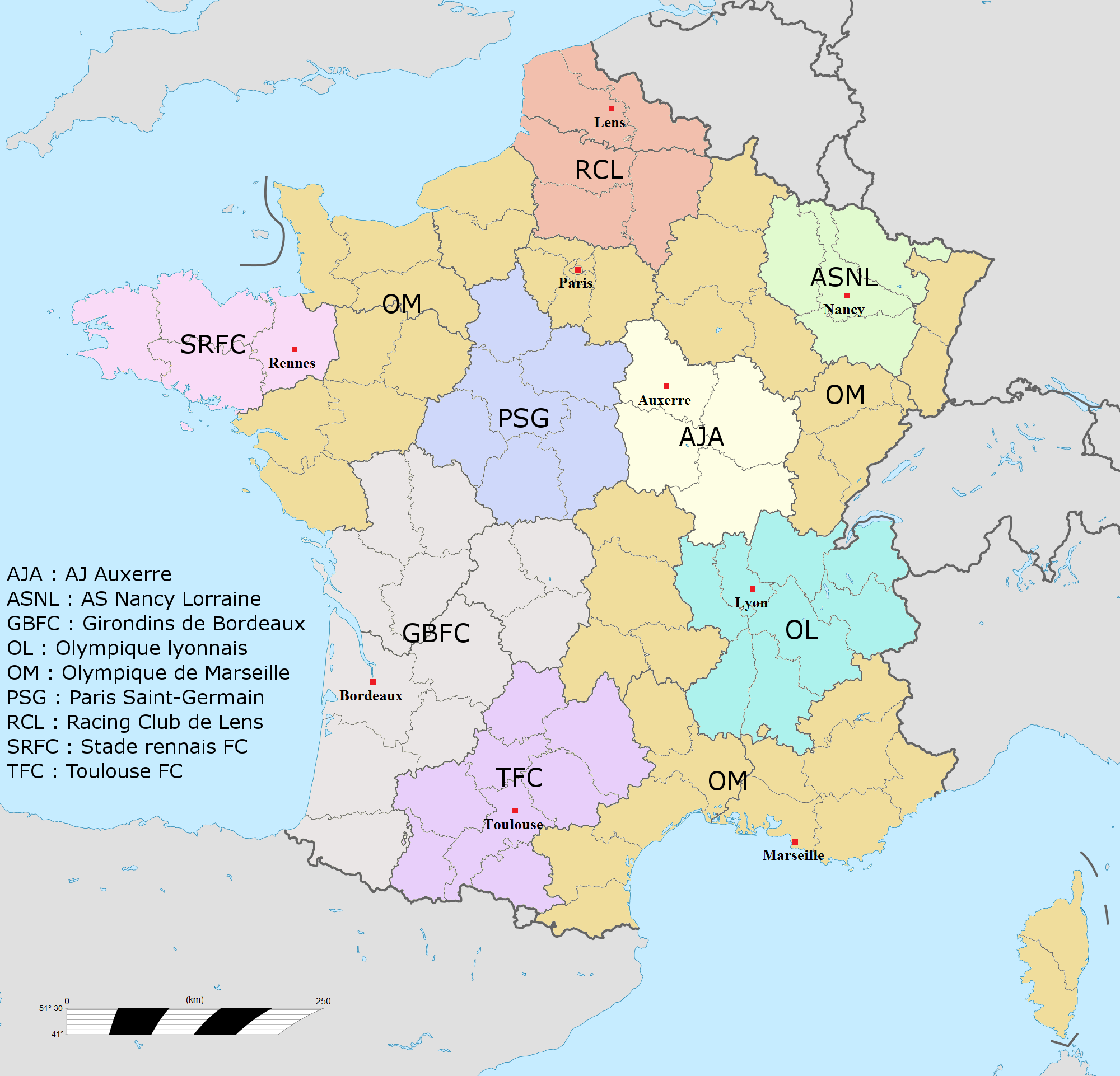
2010-ben a Marseille volt a Ligue 1 legnépszerűbb csapata.

### A Robert Louis-Dreyfus éra
1997-ben a Marseille új tulajdonosa Robert Louis-Dreyfus, Rolland Courbis nevezte ki a csapat edzőjének. Emellett leigazolta Laurent Blanc-t, Andreas Köpket és Fabrizio Ravanellit is. Segítségükkel a '97-'98-as szezont az UEFA-kupát érő negyedik helyen zárta a csapat.
Az 1998–1999-es szezonban ünnepelte a csapat 100 éves fennállását. Ebben az évben rengeteg tehetséges játékos érkezett a klubhoz (Robert Pires, Florian Maurice és Christophe Dugarry). A csapat teljesítménye tovább javult, ugyanis a bajnokságot már a második helyen zárta az együttes. Ráadásul a Bordeaux csak egy ponttal múlta felül a Marseille-t. A UEFA-kupában pedig a döntőig jutottak, de ott a Buffonnal, Thurammal, Cannavaroval és Crespoval felálló Parma 3-0-ra győzedelmeskedett.

## Stadion
Székhelye a Marseille-ben található Stade Vélodrome, mely 60031 néző befogadására alkalmas. Ezzel Franciaország egyik legnagyobb Futballstadionja. Méreteiben csak a Stade de France előzi meg, az ugyanis kb. 80000 néző befogadására alkalmas. A stadiont az 1938-as francia világbajnokságra építették 1937-ben és 1937. június 13-án adták át, amely akkor még csak 30 000 néző befogadására volt alkalmas. Mai formáját 1998-ban nyerte el, akkor szintén egy világbajnokság miatt bővítették. 2005 decemberében Marseille polgármestere bemutatott egy tervet, amely a stadiont 80 ezresre bővítette volna, de a lakosság heves tiltakozása és a magas anyagi költségek miatt ezt a tervet elvetették. A stadionban az első teljes telt ház (Futballmérkőzésen) 2007. december 11-én volt egy Liverpool elleni Bajnokok Ligája csoportmérkőzés során.

## Sikerei
9-szeres francia bajnok: 1937, 1948, 1971, 1972, 1989, 1990, 1991, 1992, 2010
9-szeres ezüstérmes: 1938, 1939, 1970, 1975, 1987, 1994, 1999, 2007, 2009
1-szeres másodosztályú bajnok: 1995
3-szoros ezüstérmes: 1966, 1984, 1996
10-szeres Francia Kupa-győztes: 1924, 1926, 1927, 1935, 1938, 1943, 1969, 1972, 1976, 1989
8-szoros ezüstérmes: 1934, 1940, 1954, 1986, 1987, 1991, 2006, 2007
3-szoros Francia Szuperkupa-győztes: 1971, 2011, 2012 (megosztott díj)
2-szeres ezüstérmes: 1969, 1972
1-szeres Bajnokok Ligája-győztes: 1993
1-szeres ezüstérmes: 1991
2-szeres UEFA-kupa-ezüstérmes: 1999, 2004
1-szeres Európa-liga-ezüstérmes: 2018
2-szeres Intertotó-kupa-győztes: 2005, 2006
1-szeres Ciutat de Barcelona trófea-győztes: 2005

## Játékosok

### Jelenlegi keret
Utolsó módosítás: 2023. november 25.
A vastaggal jelzett játékosok felnőtt válogatottsággal rendelkeznek.
A dőlttel jelzett játékosok kölcsönben szerepelnek a klubnál.
| Mezszám                | Név                       | Nemzetiség                      | Születési hely        | Születési idő (kor)            | Korábbi csapat           | Érték (€)  | Szerződés lejárta |
| Kapusok                | Kapusok                   | Kapusok                         | Kapusok               | Kapusok                        | Kapusok                  | Kapusok    | Kapusok           |
| ---------------------- | ------------------------- | ------------------------------- | --------------------- | ------------------------------ | ------------------------ | ---------- | ----------------- |
| 1                      | Simon Ngapandouetnbu      | FRA · CMR                       | Foumban               | 2003. április 12. (21 éves)    | Utánpótlásból került fel | 400 000    | 2024.06.30.       |
| 16                     | Pau López                 | SPA                             | Girona                | 1994. december 13. (30 éves)   | AS Roma                  | 14 000 000 | 2026.06.30.       |
| 36                     | Rubén Blanco              | SPA                             | Mos                   | 1995. július 25. (29 éves)     | RC Celta de Vigo         | 3 000 000  | 2026.06.30.       |
| 40                     | Jelle Van Neck            | belga                           | Brugge                | 2004. március 7. (21 éves)     | Club NXT                 | 150 000    | 2027.06.30.       |
| Hátvédek               |                           |                                 |                       |                                |                          |            |                   |
| 4                      | Samuel Gigot              | FRA                             | Avignon               | 1993. október 12. (31 éves)    | FK Szpartak Moszkva      | 10 000 000 | 2025.06.30.       |
| 5                      | Leonardo Balerdi          | ARG · ITA                       | Villa Mercedes        | 1999. január 26. (26 éves)     | Borussia Dortmund        | 10 000 000 | 2026.06.30.       |
| 7                      | Jonathan Clauss           | FRA                             | Strasbourg            | 1992. szeptember 25. (32 éves) | RC Lens                  | 14 000 000 | 2025.06.30.       |
| 12                     | Renan Lodi                | BRA · ITA                       | Serrana               | 1998. április 8. (26 éves)     | Atlético de Madrid       | 20 000 000 | 2028.06.30.       |
| 18                     | Bamo Meïté                | CIV · FRA                       | Kani                  | 2001. december 3. (23 éves)    | FC Lorient               | 4 000 000  | 2024.06.30.       |
| 62                     | Amir Murillo              | Panama                          | Colón                 | 1996. február 11. (29 éves)    | RSC Anderlecht           | 3 000 000  | 2026.06.30.       |
| 99                     | Chancel Mbemba            | COD                             | Kinshasa              | 1994. augusztus 8. (30 éves)   | FC Porto                 | 15 000 000 | 2025.06.30.       |
| Középpályások          |                           |                                 |                       |                                |                          |            |                   |
| 8                      | Azádín Únáhí              | MOR                             | Casablanca            | 2000. április 19. (24 éves)    | Angers SCO               | 12 000 000 | 2027.06.30.       |
| 11                     | Amín Hárít                | MOR · FRA                       | Pontoise              | 1997. június 18. (27 éves)     | FC Schalke 04            | 12 000 000 | 2027.06.30.       |
| 19                     | Geoffrey Kondogbia        | Közép-afrikai Köztársaság · FRA | Nemours               | 1993. február 15. (32 éves)    | Atlético de Madrid       | 14 000 000 | 2027.06.30.       |
| 21                     | Valentin Rongier          | FRA                             | Macon                 | 1994. december 7. (30 éves)    | FC Nantes                | 20 000 000 | 2026.06.30.       |
| 22                     | Pape Gueye                | SEN · FRA                       | Montreuil             | 1999. január 24. (26 éves)     | Le Havre AC              | 10 000 000 | 2024.06.30.       |
| 27                     | Jordan Veretout           | FRA                             | Ancenis               | 1993. március 1. (32 éves)     | AS Roma                  | 16 000 000 | 2025.06.30.       |
| 34                     | Bilal Nadir               | MOR · FRA                       | Nizza                 | 2003. november 28. (21 éves)   | Utánpótlásból került fel | 250 000    | 2024.06.30.       |
|                        |                           |                                 |                       |                                |                          |            |                   |
| 9                      | Vitinha                   | portugál                        | Cabeceiras de Basto   | 2000. március 15. (25 éves)    | SC Braga                 | 15 000 000 | 2027.06.30.       |
| 10                     | Pierre-Emerick Aubameyang | Gabon · FRA                     | Laval                 | 1989. június 18. (35 éves)     | Chelsea FC               | 4 000 000  | 2026.06.30.       |
| 20                     | Joaquín Correa            | ARG · ITA                       | Juan Bautista Alberdi | 1994. augusztus 13. (30 éves)  | FC Internazionale Milano | 12 000 000 | 2024.06.30.       |
| 23                     | Ismaïla Sarr              | SEN                             | Saint-Louis           | 1998. február 25. (27 éves)    | Watford FC               | 20 000 000 | 2028.06.30.       |
| 24                     | François Mughe            | CMR                             | Douala                | 2004. június 16. (20 éves)     | Utánpótlásból került fel | 1 000 000  | 2027.06.30.       |
| 29                     | Iliman Ndiaye             | SEN · FRA                       | Rouen                 | 2000. március 6. (25 éves)     | Sheffield United FC      | 18 000 000 | 2028.06.30.       |
| 37                     | Emran Soglo               | angol · FRA                     | Créteil               | 2005. július 11. (19 éves)     | Utánpótlásból került fel | 1 000 000  | 2027.06.30.       |
| Kölcsönadott játékosok |                           |                                 |                       |                                |                          |            |                   |
| Név                    | Poszt                     | Nemzetiség                      | Születési hely        | Születési idő (kor)            | Kölcsönben itt           | Érték (€)  | Kölcsön lejárta   |
| Pol Lirola             | védő                      | SPA                             | Mollet del Vallès     | 1997. augusztus 13. (27 éves)  | Frosinone Calcio         | 2 000 000  | 2024.06.30.       |
| Jordan Amavi           | védő                      | FRA · SEN                       | Toulon                | 1994. március 9. (31 éves)     | Stade Brestois 29        | 2 000 000  | 2024.06.30.       |
| Mattéo Guendouzi       | középpályás               | FRA · MOR                       | Poissy                | 1999. április 14. (25 éves)    | SS Lazio                 | 20 000 000 | 2024.06.30.       |
| Ruszlan Malinovszkij   | középpályás               | ukrán                           | Zsitomir              | 1993. május 4. (31 éves)       | Genoa CFC                | 10 000 000 | 2024.06.30.       |
| Konrad de la Fuente    | támadó                    | USA · SPA                       | Miami                 | 2001. július 16. (23 éves)     | SD Eibar                 | 1 500 000  | 2024.06.30.       |
| Salim Ben Seghir       | támadó                    | FRA · MOR                       | Saint-Tropez          | 2003. február 24. (22 éves)    | Neuchâtel Xamax FC       | 500 000    | 2024.06.30.       |
| Luis Henrique          | támadó                    | BRA                             | João Pessoa           | 2001. december 14. (23 éves)   | Botafogo FR              | 6 000 000  | 2023.12.31.       |

### Jelentős játékosok
| Franciaország - Manuel Amoros - Jocelyn Angloma - William Ayache - Emmanuel Aznar - Ibrahim Ba - Fabien Barthez - Hatem Ben Arfa - Larbi Benbarek - Laurent Blanc - Basile Boli - Joseph Bonnel - Éric Cantona - Bernard Casoni - Jean Castaneda - Benoît Cauet - Benoît Cheyrou - Marcel Desailly - Didier Deschamps - Jules Dewaquez - Jean Djorkaeff - Éric Di Meco - Christophe Dugarry - William Gallas - Bernard Genghini - Alain Giresse - Raymond Kéruzoré - Frank Lebœuf - Bixente Lizarazu - Charly Loubet - Peter Luccin - Claude Makélélé - Steve Mandanda - Jean-Jacques Marcel - Florian Maurice - Bruno N'Gotty | - Samir Nasri - Pascal Olmeta - Jean-Pierre Papin - Robert Pirès - Loïc Rémy - Franck Ribéry - Franck Sauzée - Didier Six - Jean Tigana - Marius Trésor - Mathieu Valbuena - Mario Zatelli Albánia - Lorik Cana Anglia - Joey Barton - Laurie Cunningham - Chris Makin - Trevor Steven - Chris Waddle Argentína - Lucho González - Gabriel Heinze - Héctor Rial - Héctor Yazalde Belgium - Daniel Van Buyten Brazília - Brandão - Jaguaré - Jairzinho - Carlos Mozer - Sonny Anderson - Paulo Cézar | Bulgária - Jordan Lecskov Egyiptom - Mido Elefántcsontpart - Ibrahima Bakayoko - Didier Drogba - Bakari Koné Ghána - André Ayew - Abedi Pelé Horvátország - Alen Bokšić - Vedran Runje Írország - Tony Cascarino Jugoszlávia - Josip Skoblar - Blaž Slišković - Dragan Stojković Kamerun - Joseph-Antoine Bell - Stéphane Mbia - Nicolas N’Koulou - Joseph Yegba Maya Lengyelország - Piotr Świerczewski Libéria - George Weah Magyarország - Kohut Vilmos | Mali - Salif Keita Németország - Klaus Allofs - Karl-Heinz Förster - Andreas Köpke - Rudi Völler Nigéria - Taye Taiwo Olaszország - Fabrizio Ravanelli Oroszország - Igor Dobrovolski - Dmitrij Szicsov Portugália - Paulo Futre - Rui Barros Spanyolország - César Azpilicueta - Rafael Martín Vázquez - Fernando Morientes Svédország - Gunnar Andersson - Klas Ingesson - Anders Linderoth - Roger Magnusson Szenegál - Habib Beye - Souleymane Diawara - Mamadou Niang Uruguay - Enzo Francescoli |

## Szakmai stáb, vezetőség
2019. március 16-án lett frissítve:
| Beosztás         | Név                  | Nemzet  | Szül. év (kor)                 |
| ---------------- | -------------------- | ------- | ------------------------------ |
| Elnök            | Jacques-Henri Eyraud | francia | 1968. március 22. (56 éves)    |
| Szakmai igazgató | Andoni Zubizarreta   | spanyol | 1961. október 23. (63 éves)    |
| Vezetőedző       | Rudi Garcia          | francia | 1964. február 20. (61 éves)    |
| Segédedző        | Frédéric Bompard     | francia | 1962. december 30. (62 éves)   |
| Segédedző        | Claude Fichaux       | francia | 1969. március 24. (55 éves)    |
| Segédedző        | Claude Fichaux       | francia | 1969. március 24. (55 éves)    |
| Kapusedző        | Stéphane Jobard      | francia | 1971. február 21. (54 éves)    |
| erőnléti edző    | Paolo Rongoni        | olasz   | 1971. szeptember 25. (53 éves) |
| erőnléti edző    | Fabien Bossuet       | francia | 1977. július 1. (47 éves)      |
| orvos            | Frank Le Gall        | francia | 1964. január 21. (61 éves)     |
| orvos            | Jacques Taxill       | francia | 1963. május 16. (61 éves)      |
| fizikoterapeuta  | Stéphane Santiago    | francia | 1992. október 4. (32 éves)     |
| fizikoterapeuta  | Alain Soultanian     | francia | 1954. március 4. (71 éves)     |

## Menedzserek
| Időszak | Név                |
| 1923–25 | Peter Farmer       |
| 1925–29 | Victor Gibson      |
| 1929–32 | Gilles Tanguy      |
| 1932–33 | Charlie Bell       |
| 1933–35 | Vincent Diettrich  |
| 1935–38 | Eisenhoffer József |
| 1938    | Kohut Vilmos       |
| 1938    | Henry Conchy       |
| 1938–39 | André Gascard      |
| 1939–41 | Eisenhoffer József |
| 1941–42 | André Gascard      |
| 1942    | Paul Seitz         |
| 1942–43 | André Blanc        |
| 1943    | Joseph Gonzales    |
| 1943–44 | Laurent Henric     |
| 1944    | Joseph Gonzales    |
| 1944–47 | Paul Wartel        |
| 1948–49 | Giuseppe Zilizzi   |
| 1949–50 | Auguste Jordan     |
| 1950–54 | Henri Roessler     |
| 1954–56 | Roger Rolhion      |
| 1956–58 | Jean Robin         |
| 1958    | Giuseppe Zilizzi   |
| 1958–59 | Louis Maurer       |
| 1959–62 | Lucien Troupel     |
| 1962    | Otto Gloria        |
| 1962    | Armand Penverne    |
| 1962–63 | Luis Miró          |

| Időszak | Név               |
| 1963–64 | Jean Robin        |
| 1964–66 | Mario Zatelli     |
| 1966–67 | Robert Domergue   |
| 1968    | Jean Djorkaeff    |
| 1968–70 | Mario Zatelli     |
| 1971–72 | Lucien Leduc      |
| 1972    | Mario Zatelli     |
| 1972–73 | Kurt Linder       |
| 1973    | Mario Zatelli     |
| 1973    | Joseph Bonnel     |
| 1973–74 | Fernando Riera    |
| 1974–76 | Jules Zvunka      |
| 1976–77 | José Arribas      |
| 1977    | Jules Zvunka      |
| 1977–78 | Ivan Markovic     |
| 1978–80 | Jules Zvunka      |
| 1980    | Jean Robin        |
| 1980–81 | Albert Batteux    |
| 1981–84 | Roland Gransart   |
| 1984–85 | Pierre Cahuzac    |
| 1985–86 | Zarko Olarevic    |
| 1986–88 | Gérard Banide     |
| 1988–90 | Gérard Gili       |
| 1990    | Franz Beckenbauer |
| 1991    | Raymond Goethals  |
| 1991    | Tomislav Ivić     |
| 1991–92 | Raymond Goethals  |
| 1992    | Jean Fernandez    |

| Időszak   | Név                               |
| 1992–93   | Raymond Goethals                  |
| 1993–94   | Marc Bourrier                     |
| 1994      | Gérard Gili                       |
| 1994–95   | Henri Stambouli                   |
| 1995–97   | Gérard Gili                       |
| 1997–99   | Rolland Courbis                   |
| 1999–2000 | Bernard Casoni                    |
| 2000      | Carlos Abel da Silva Braga        |
| 2000      | Albert Emon és Christophe Galtier |
| 2000–01   | Javier Clemente                   |
| 2001      | Tomislav Ivić                     |
| 2001      | José Anigo                        |
| 2001      | Josip Skoblar és Marc Lévy        |
| 2001      | Albert Emon                       |
| 2001      | Tomislav Ivić                     |
| 2001–02   | Albert Emon                       |
| 2002–04   | Alain Perrin                      |
| 2004      | José Anigo                        |
| 2004      | Albert Emon                       |
| 2004–05   | Philippe Troussier                |
| 2005–06   | Jean Fernandez                    |
| 2006–07   | Albert Emon                       |
| 2007–09   | Eric Gerets                       |
| 2009–12   | Didier Deschamps                  |
| 2012–13   | Elie Baup                         |
| 2013–14   | Jose Anigo                        |
| 2014–15   | Marcelo Bielsa                    |
| 2015–2016 | Míchel                            |
| 2016      | Franck Passi                      |
| 2016–2019 | Rudi Garcia                       |
| 2019–2021 | André Villas-Boas                 |
| 2021      | Nasser Larguet                    |
| 2021–2022 | Jorge Sampaoli                    |
| 2022–2023 | Igor Tudor                        |
| 2023      | Marcelino                         |
| 2023      | Jacques Abardonado                |
| 2023–     | Gennaro Gattuso                   |

## Fordítás
- Ez a szócikk részben vagy egészben  az   Olympique de Marseille című francia Wikipédia-szócikk fordításán alapul.  Az eredeti cikk szerkesztőit annak laptörténete sorolja fel. Ez a jelzés csupán a megfogalmazás eredetét és a szerzői jogokat jelzi, nem szolgál a cikkben szereplő információk forrásmegjelöléseként.